# Scytodes vaurieorum
Scytodes vaurieorum är en spindelart som beskrevs av Antonio D. Brescovit och Cristina A. Rheims 200. Scytodes vaurieorum ingår i släktet Scytodes och familjen spottspindlar. Inga underarter finns listade i Catalogue of Life.